# مسجد وضريح الأمير أحمد المحمندار

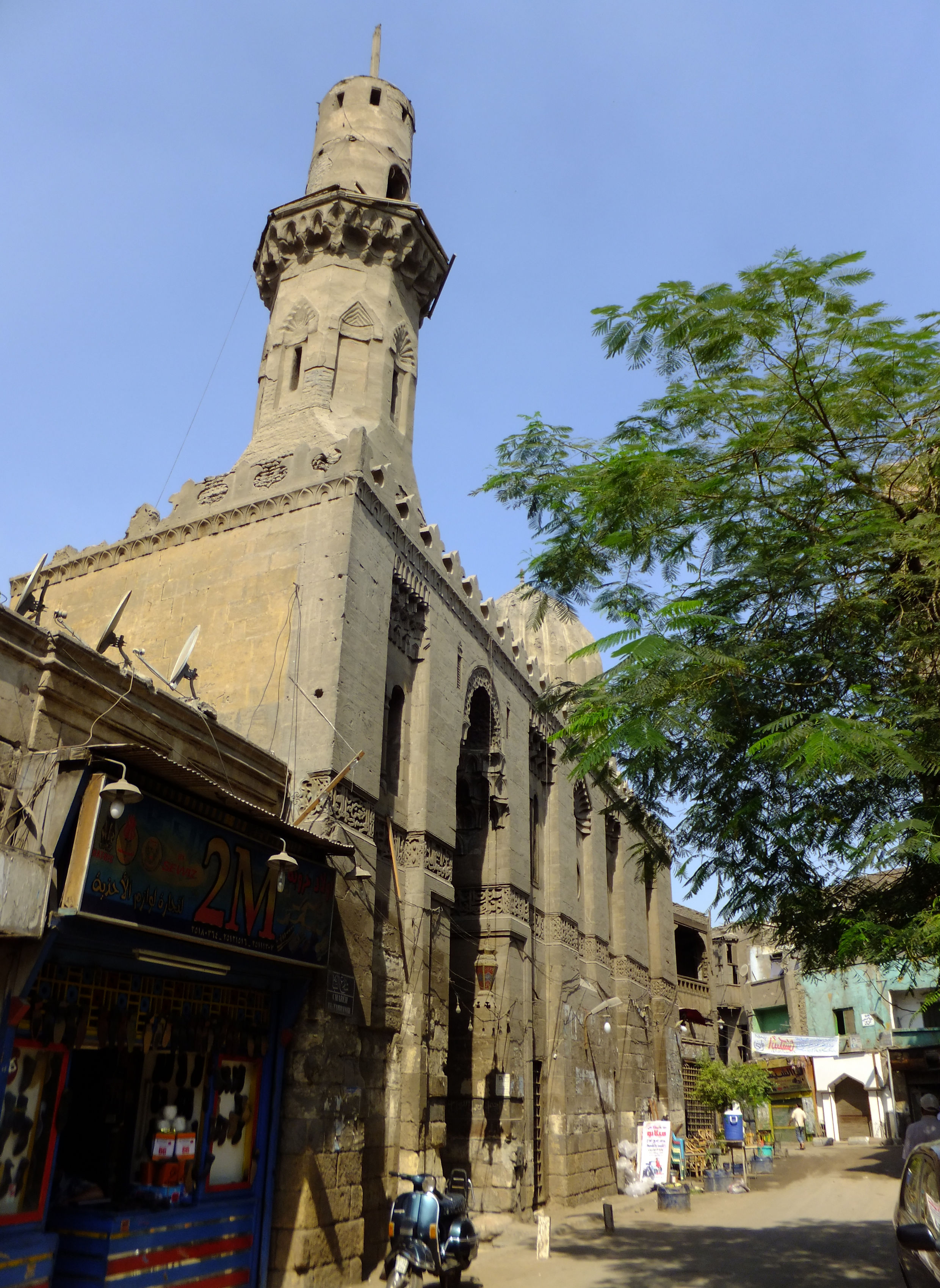
المسجد والضريح من الشارع

بُني مسجد وضريح الأمير أحمد المحمندار والذي يشار إليه أيضًا بالمدرسة المحمندارية في العهد الثالث للسلطان الناصر محمد بن قلاوون في منطقة الدرب الأحمر بالقاهرة.

## مؤسس
بنى المسجد الأمير أحمد المحمندار المعروف باسم الأمير شهاب الدين أحمد بن آقوش العزيزي المحمندار في عهد السلطان الناصر محمد بن قلاوون الذي شغل لأمير أحمد المحمندار منصب نقيب الجيوش المماثل لمنصب قائد الشرطة العسكرية في زماننا.

## خلفية تاريخية

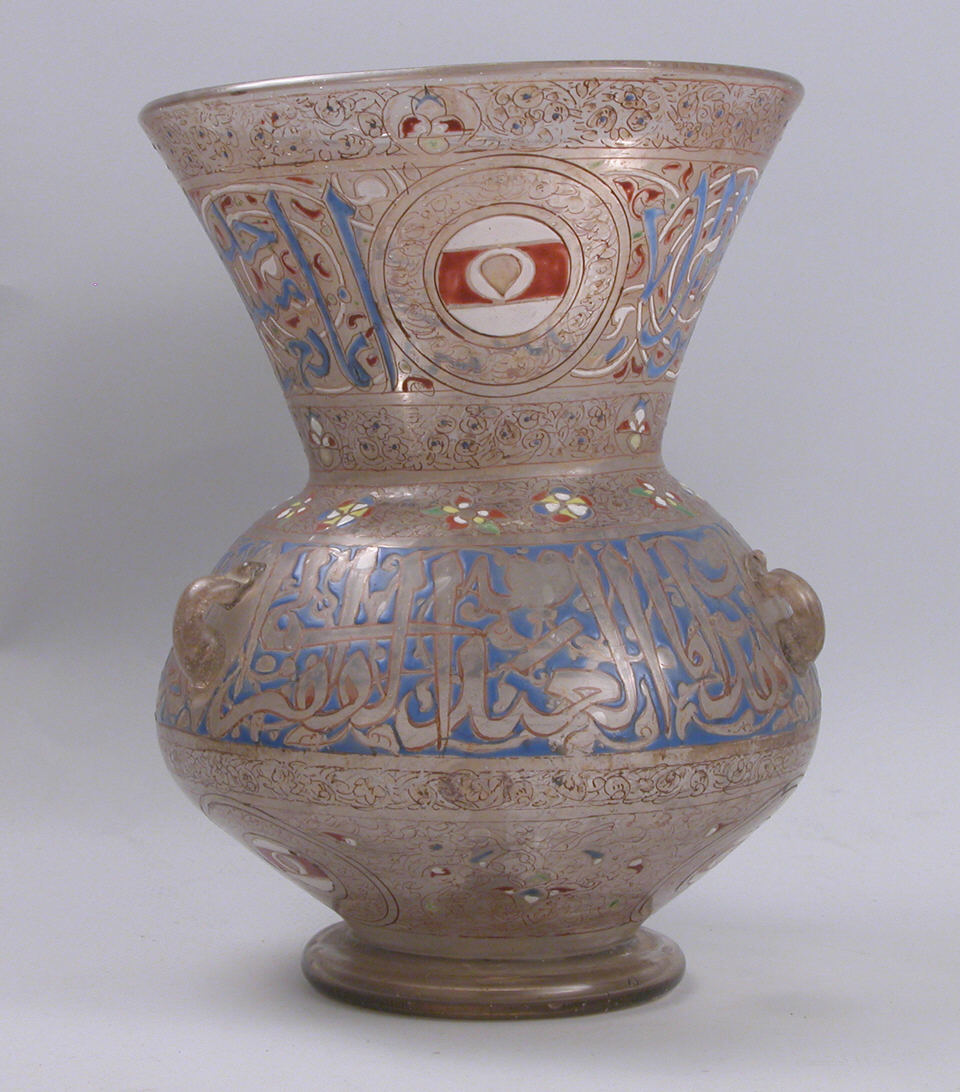
مصباح مسجد الأمير أحمد المحمندار

بُني المجمع في شهر محرم 725 هـ / 1324-5م. وبحسب المقريزي، فقد اشتمل المسجد على على مدرسة تضمنت تدريس الشريعة والفقه على المذهب الحنفيّ، ومدرسة صوفية كما كانت تُعرف في ذلك الوقت باسم خانقاه. كما بنى الأمير بيدستان ومجمعًا سكنيًا (رَبعًا) كانا لا يزالان موجودين في زمن المقريزي.